# Xyris huberi
Xyris huberi là một loài thực vật hạt kín trong họ Hoàng đầu. Loài này được Kral & L.B.Sm. miêu tả khoa học đầu tiên năm 1988.